# Sydkoreas demokratiska arbetarparti
Sydkoreas demokratiska arbetarparti, Democratic Labour Party (DLP), var ett socialistiskt politiskt parti i Sydkorea konstituerat januari 2000. Det grundades i syfte att skapa en politisk flygel till de Koreanska fackföreningarnas konfederation (Minju Nochong) som anses vara den mer vänstra av de två fackföreningsrörelserna i Sydkorea. Partiledaren heter Moon Sung-Hyun och partiet vann 10 platser i parlamentet då det för första gången 2004 ställde upp i val. Partiet deltar i Internationella kommunistiska seminariet.
2011 upplöstes partiet och uppgick i Förenade progressiva partiet.